# Ewald Meyer
Ewald Purcy Meyer (Paramaribo, 18 februari 1930 – aldaar, 15 september 1988) was een Surinaamse onderwijzer en politicus.

## Loopbaan
Ewald Meyer was rond 1950 herhaaldelijk Surinaams zwemkampioen, met als grootste concurrentie zijn jongere broer Armand. De kampioenschappen werden destijds nog in vrije vorm op de Surinamerivier gehouden. Met de overgang naar zwembaden en specifieke zwemtechnieken werden zijn kansen kleiner. In 1954 werd hij voor het laatst kampioen, in een zwembad op de 50 meter borstcrawl. Toen hij later in Nederland studeerde was hij aangesloten bij de Haagsche Vereniging tot het redden van Drenkelingen. 
Hij begon zijn onderwijscarrière met een hulpakte en behaalde later zijn onderwijzersakte en de hoofdakte. In die periode gaf hij les op scholen van de Evangelische Broedergemeente Suriname (EBGS). In 1956 ging hij in Nederland pedagogiek studeren bij de 'Vrije Leergangen' in Amsterdam. Hij behaalde daar zijn akte M.O.-A en M.O.-B Pedagogiek. In 1963 keerde hij terug naar zijn vaderland waar hij leraar pedagogiek werd op de Surinaamse Kweekschool. Toen Albert Cameron in 1963 minister van Onderwijs en Volksontwikkeling werd, volgde Meyer hem op als directeur van de Opleidingsschool voor Onderwijzeressen-A.
Na de verkiezingen van 1967 volgde hij opnieuw Cameron op, maar dit keer namens de Nationale Partij Suriname (NPS) als minister van Onderwijs en Volksontwikkeling. In november 1968 vond de opening plaats van de Universiteit van Suriname (vanaf 1983 de Anton de Kom Universiteit van Suriname). Premier Pengel had in 1966 loonsverhogingen beloofd voor onder andere het onderwijzend personeel maar door financiële restricties die Nederland had opgelegd aan de Surinaamse regering kon hij die belofte niet nakomen. Een onderwijsstaking in het voorjaar van 1969 betekende het voortijdige einde van dit kabinet. Meyer kwam vervolgens weer terug in zijn oude functie.
Later werd hij directeur op het departement van onderwijs wat hij zou blijven tot hij in 1988 op 58-jarige leeftijd overleed.
In 2004 werd het Lyceum 2 aan de Mr. Eduard J. Brumastraat, toen nog Weidestraat, te Paramaribo naar hem vernoemd: het Ewald P. Meyer Lyceum.